# 博尼切斯
博尼切斯，是西班牙卡斯蒂利亚-拉曼恰昆卡省的一个市镇。总面积53平方公里，总人口201人（2001年），人口密度4人/平方公里。